# Пояна (Хунедоара)
Пояна (рум. Poiana) — село у повіті Хунедоара в Румунії. Входить до складу комуни Балша.
Село розташоване на відстані 300 км на північний захід від Бухареста, 25 км на північний схід від Деви, 87 км на південний захід від Клуж-Напоки, 145 км на схід від Тімішоари.

## Населення
За даними перепису населення 2002 року у селі проживали 127 осіб, усі — румуни. Усі жителі села рідною мовою назвали румунську.